# 普仏戦争の海戦

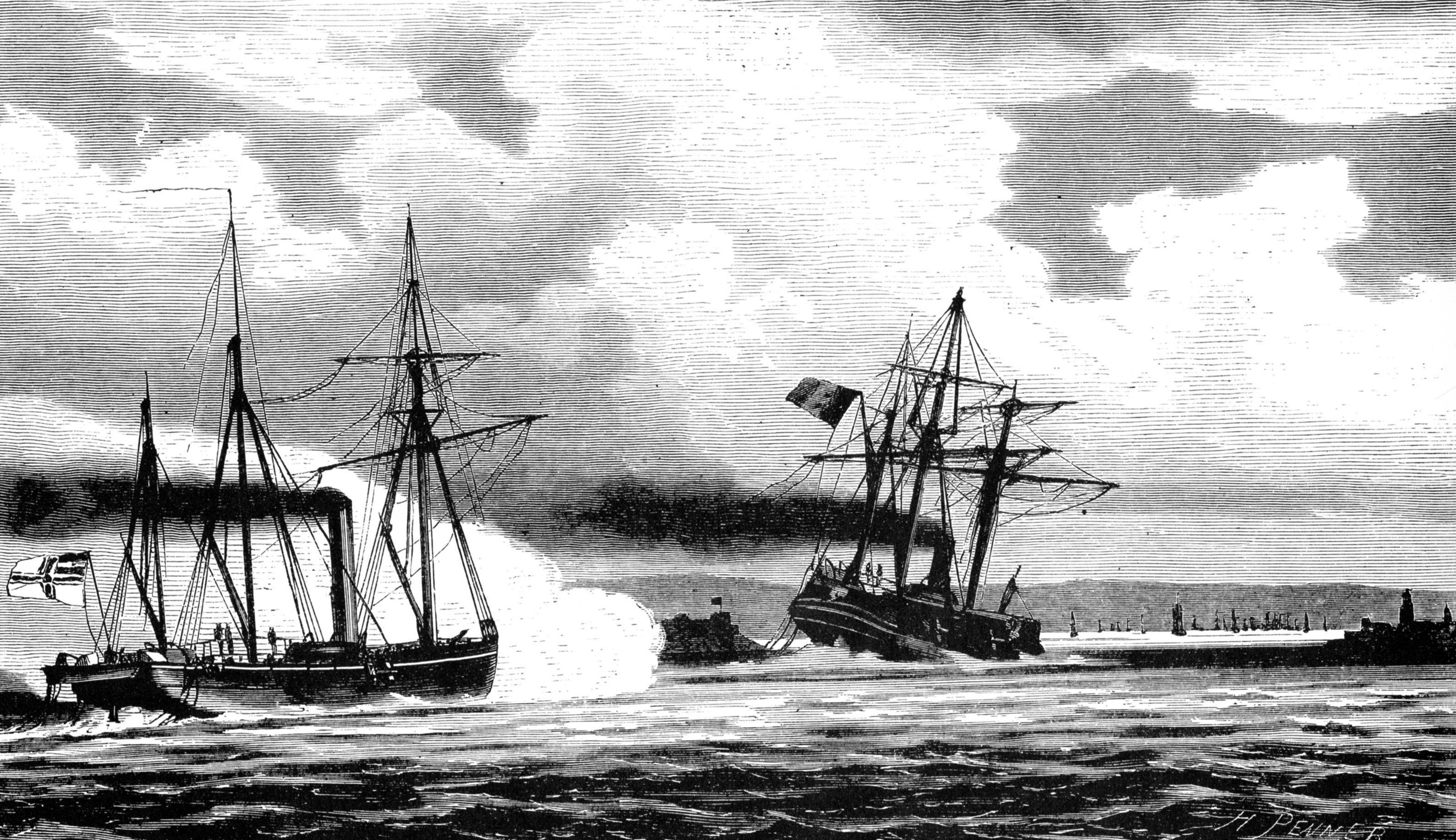
画家の想像で描かれたハヴァナ沖の海戦。

北ドイツ連邦とフランスの艦艇が行った海戦は、1870年から1871年の普仏戦争における副次的な戦いであった。準備の悪さによってフランスは、
北海の海上封鎖を通じた北ドイツ連邦の経済弱体化に失敗した。同様に、自国の兵を沿岸に上陸させる前提条件も整わなかった。
海戦が実施されたのはハヴァナ（キューバ）の近海であり、北ドイツ連邦海軍の汽走砲艦「メテオーア」がフランス海軍の通報艦「ブーヴェ」と交戦している。その戦いに決着はつかなかった。
さらに1870年8月22日、平甲板式コルヴェット「ニュンフェ」がフランスのアルマ級装甲コルヴェット及び通報艦1隻をダンツィヒ湾で襲撃した。この夜襲で双方に損害は生じなかったが、フランス艦隊は撤退している。ドイツ連邦海軍の規模はまだ小さく、出撃はわずかであったため、それらを除く海戦に大きな意義はなかった。

## 初期の状況

1867年から1870年まで続く北ドイツ連邦には、北海沿岸と並んでバルト海にも長く伸びた海岸線があった。

1870年、皇帝ナポレオン3世統治下のフランスには艦船470隻を擁する海軍があり、これを上回るのはイギリス海軍のみであった。北ドイツ連邦が保有していた艦艇の数は、その1/10をわずかに上回るのみであり、5隻の装甲フリゲートで北ドイツの海岸線を守ろうと試みた。もしフランスが海上における優勢を有効に活用できていれば、その戦争への影響は大きかったと言われている。
本来、ナポレオン3世は海軍兵9,000名と予備役軍人20,000名から構成される兵団を上陸させる計画を立てていた。道路網は沿岸からかなり離れていたため、北ドイツ連邦がこれに対抗して部隊を派遣することは困難だったのである。この点はフランス側も意識していた。上陸作戦と海上からの艦砲射撃によって、少なくともプロイセン軍160,000名を拘束しようとしていたのである。他方、プロイセンはフランスの派遣軍がポンメルンを通過し、ポーランド人の蜂起を惹起するのではないかと危惧していた。海上封鎖が実施されれば北ドイツ連邦の経済は著しい損害を被り、何より重要な物資の輸入を断たれていた所であった。
さらにフランスは、デンマークとの同盟を目指した。数年前にはまだ、プロイセンと交戦状態にあったこの国は50,000名の陸軍と、特筆に値する海軍を擁していた。しかしデンマークの参戦は、フランスが独力で上陸作戦を成功させなくては期待もできなかった。フランスは現実を顧みることなく、シュレースヴィヒ＝ホルシュタインにおけるデンマーク人の蜂起を見込んでいた。しかし結局はイギリスとロシアの圧力に影響を受け、デンマークは中立を保っている。
主要な問題は、装甲艦12隻を擁する重要なフランス地中海艦隊が1870年7月4日には、まだマルタへ派遣されていたことであった。これをせめて大西洋沿岸のブレストへ移動させるには、3週間はかかった。その理由は、艦隊と電信で連絡を取るのが部分的に困難であったこと、そして休暇を返上させて兵役義務を持つ者を召集するために時間が必要だったことである。艦隊は8月の第2週、ようやく北海に到着する見込みであった。こうしてモルトケのフランス侵攻は阻めず、10月には嵐が北海の航行を困難なものにしていた。またこの遅延には、海軍大臣が皇帝の従弟、ジェローム・ナポレオン・ボナパルトに指揮権を与えまいとあらゆる手段を講じなければいけなかったことも関係がある。その後、フランスは8月3日の決定に見られるように、万難を排して派遣軍を編成することができなかった。「フランス軍にとり、これは戦略上の災難であった」とジェフリー・ワヴロは述べている。なぜならプロイセン軍は、結果として阻まれることなくフランス国境へ急行できたからである。

## バルト海におけるフランスの作戦

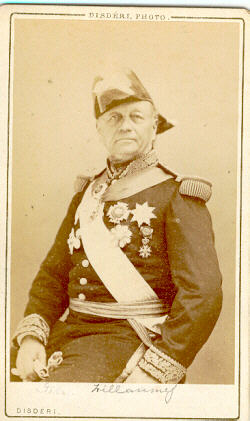
ルイ・エドゥアール・ブーエ＝ウィヨメ大将

今や「バルト戦隊」と呼ばれるようになったフランスのイギリス海峡艦隊はシェルブールに集結し、7月24日に北海に向けて北東へ出航した。ルイ・ブーエ＝ウィヨメ大将の指揮下、戦隊を構成したのは装甲フリゲート「シュルヴェヤン」、「ゴロワーズ」、「ギュイエンヌ」、「フランドル」、「オーション」、装甲コルヴェット「テティス」、「ジャンヌ・ダルク」と通報艦「カサール」である。1870年8月2日、戦隊はコペンハーゲンに近いケーエ湾に到着し、本来は中立であるデンマークの好意的な容認の下、司令部を設置する。
バルト戦隊と、来航中の地中海艦隊のいずれも同様に石炭不足に苦しんでいた。必要分はわずかながらデンマークや、イギリス領ヘルゴラント島から調達することが可能であったものの、大部分は数百海里も離れたダンケルクの貯蔵庫から運んで来なくてはいけなかったのである。
そのためフランスの艦艇は低速で航行したり、その存在のみで北ドイツ連邦の封鎖突破船を畏縮させようと何日も停泊したりして、石炭を節約する必要があった。しかし北ドイツ連邦の船が接近しても、それは石炭を消費する無駄な追跡に繋がるだけであった。8月12日、海軍大臣から命令を受けたブーエ提督は旗艦で士官とともにキール付近への上陸に備える。しかし浅瀬や沿岸部の良好な防備を背景に、彼らには北ドイツ沿岸の全体が上陸には不適であると思われた。クルップ社の沿岸砲の射程は、フランス側の艦砲の2倍であった。相応の兵力を欠いては、上陸作戦の実施はいずれにせよ不可能だったのである。
8月17日には通報艦「グリレ」が分遣隊の砲艦を伴ってヒデンゼー島、ドーンブッシュ付近でフランスの装甲フリゲート3隻と通報艦1隻に遭遇し、初の突発的な戦闘が行われている。「グリレ」は砲撃を開始した後、ヒデンゼー島に向かって後退した。フランスの艦艇は海域の浅さから追撃を断念する。損害の報告は無かった。
1870年8月18日にはバルト海のドイツ領沿岸全域に対し、海上封鎖が宣言された。続いてフランスの艦艇は宣言を相応に履行し、ドイツの諸港を封鎖するべくその沿岸を哨戒する。その際、装甲フリゲート3隻と通報艦1隻から構成されるフランスの戦隊が8月22日にはダンツィヒ湾にも停泊した。ヴァイクマン大佐の指揮下、港湾を守備するべく配置されていたコルヴェット、「ニュンフェ」はこれを受けて敵戦隊に夜襲を敢行し、2回の片舷斉射を実施した。フランスの諸艦は抜錨し、応射しつつダンツィヒ湾から後退する。しかし、この砲戦は双方に損害を与えなかった。このように成果を挙げることなく、バルト戦隊は9月24日にはフランスへ撤収した。

## 北海におけるフランスの作戦
北海のフランス艦隊司令、フーリション中将にとっても、事態は同様に見込みのないものであった。彼は充分な海図さえ持っていなかったため、それをデンマークで購入しなくてはいけなかったのである。エルベ川とヴェーザー川の河口は機雷と防鎖で守られており、ドイツ人の水先案内人は勤務を拒否したので、半完成状態のヴィルヘルムスハーフェン基地を攻撃することはできなかった。
フランスの「北海戦隊」は装甲フリゲート「マニャニーム」、「プロヴァンス」、「エロイーヌ」、「クーロンヌ」、「アンヴァンシブル」、「ヴァリュリューズ」、「ルヴォンシュ」、装甲コルヴェット「アタロント」、コルヴェット「シャトー・ルノー」、「コスモー」、通報艦「ルナール」と「デクレ」を伴って8月11日、北海に到着した。北海沿岸に対する海上封鎖が宣言されたのは、8月25日のことである。フランスの戦隊はほとんどの場合、イギリス領ヘルゴラント島の近海に留まった。双方ともに偵察艦を派遣していたが、8月24日にヴェーザー川の河口で装甲艦「アルミニウス」が「アタロント」と遭遇し、影響もなく終わった短時間の砲戦に及んだのみであった。
フランス海軍はほとんど陸地を攻撃できなかった。それに適した艦艇がクリミア戦争の後、退役していたか修理中であったためである。フランスは9月までしか、いずれにせよ不完全な海上封鎖を維持できなかった。冬に備えて艦隊を撤収させなくてはならなかったのである。また、各艦の兵員はフランス国内における戦略予備としても必要とされていた。9月10日、フランスへの撤退をもって北海における海上戦争は終わった。しかし同海域の哨戒は引き続き実施されており、北ドイツ連邦海軍に防備の維持を強いている。

## 北ドイツ連邦海軍

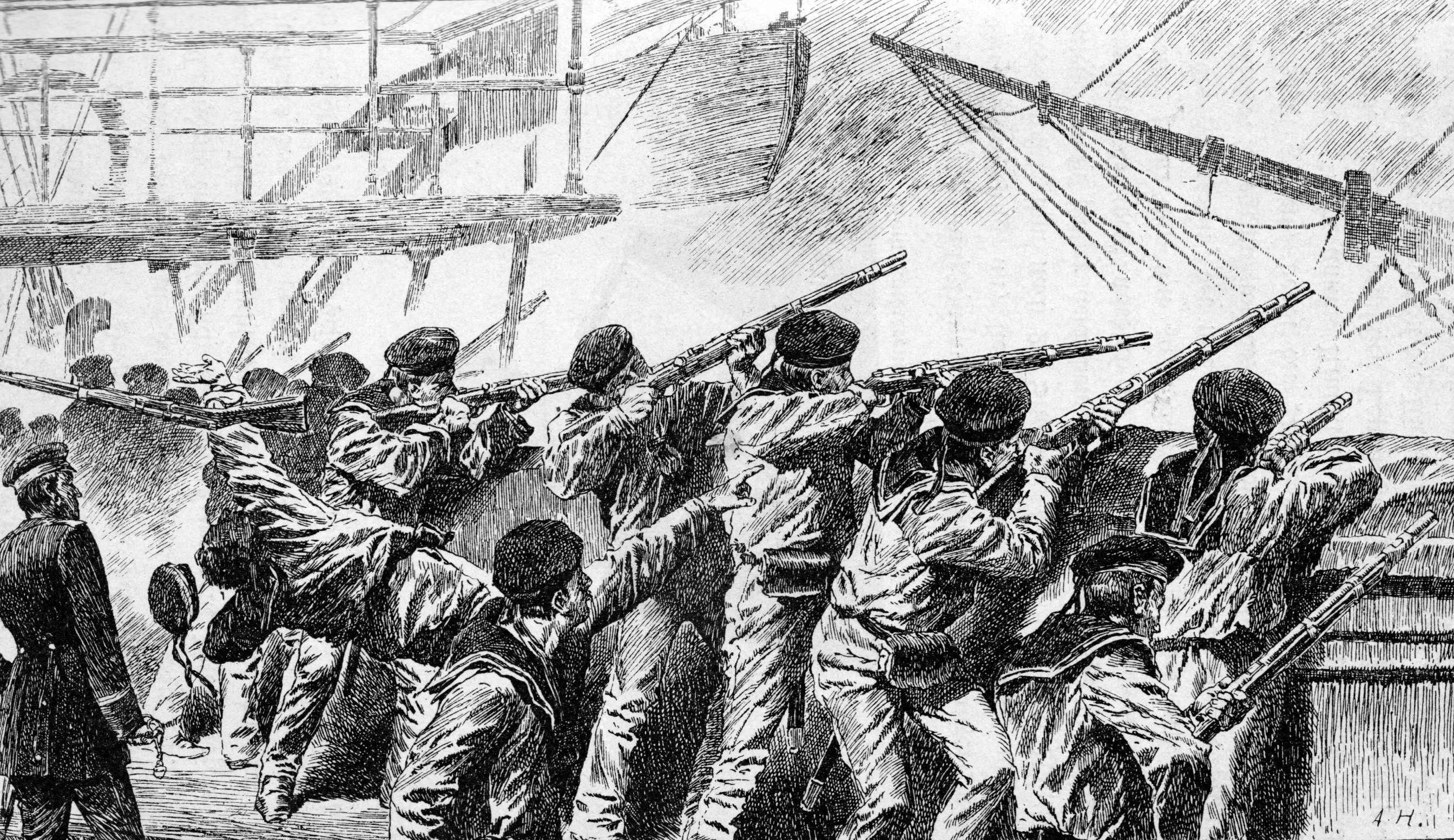
ハヴァナ沖でフランスの通報艦「ブーヴェ」と交戦する砲艦「メテオーア」の乗組員。

北ドイツ連邦は、1867年に創設した海軍をまだ組織中であった。そして大型装甲艦3隻、小型装甲艦2隻、スクリュー推進式汽走艦数隻の他、より非力な軍艦を保有していた。主要な基地はヤーデ川に臨むヴィルヘルムスハーフェンである。1870年6月、北ドイツ連邦の装甲艦4隻は大西洋への途上にあった。政治的緊張と、フランス政府が早くも1870年7月15日には陸海軍向けの戦時国債発行を承認したことを背景に、ドイツ諸邦は宣戦布告を単なる時間の問題と見ていたので、この戦隊は急いで帰途に就き7月16日にヴィルヘルムスハーフェンへ到着した。その3日後、フランスは宣戦する。
沿岸諸邦の総督としてプロイセン軍のエドゥアルト・フォーゲル・フォン・ファルケンシュタイン大将が任命され、メクレンブルク＝シュヴェリーン大公フリードリヒ・フランツ2世の第18師団とゼーヴェーア志願部隊の指揮を執った。沿岸防備に向けた主な処置として航路標識の撤去、機雷による港口の封鎖そして沿岸砲台の設置が実施される。プロイセン公子アーダルベルトは北ドイツ連邦海軍総司令官として大本営にいたため、水上部隊は事実上、彼の代官である北海司令、エドゥアルト・フォン・ヤッハマン中将の指揮下にあった。海軍の旗艦、装甲フリゲート「ケーニヒ・ヴィルヘルム」は艦隊の主力、即ち装甲フリゲート「クローンプリンツ」、「フリードリヒ・カール」、装甲艦「アルミニウス」及び砲艦7隻とともにヤーデ湾にあった。しかし「ケーニヒ・ヴィルヘルム」と「フリードリヒ・カール」の作戦能力は様々な損傷から制限されていた。エムス川の河口は、さらに2隻の砲艦が監視していた。
バルト海の主要な基地はキールであり、そこには沿岸砲台と並んで戦列艦「リナウン」が配備されていた。さらにバルト海方面部隊の旗艦である通報艦「プロイスィシャー・アードラー」、砲艦2隻とコルヴェット「エリーザベート」があった。同艦はフランスの海上封鎖によってバルト海に拘束され、後からヴィルヘルムスハーフェンに入港している。バルト海方面部隊の司令官はヘルト少将であった。バルト海東部では通報艦「グリレ」と砲艦「ブリッツ」、「ザラマンダー」と「ドラッヘ」からいわゆる「小分遣艦隊」（Flotillendivision）が編成され、フランツ・フォン・ヴァルダーゼー伯爵少佐がそれを率いた。同艦隊はリューゲン島とシュトラールズントの沿岸を哨戒した。砲艦「ティーガー」はリューゲン島の東方を巡回した。重要な工廠があったダンツィヒ港はコルヴェット「ニュンフェ」が守備した。戦争が勃発した時、さらにコルヴェット「メドゥーザ」と「ヘルタ」が駐留艦として東アジアにあった。これらは優勢なフランス艦隊の前に終戦まで横浜港に閉じ込められている。練習艦「アルコナ」は開戦時、アゾレス諸島にあった。砲艦「メテオーア」は駐留艦として西インド諸島に在泊していた。他の艦艇は、人員を充分に任務に就いている諸艦へ回すため退役していたのである。
北ドイツ連邦海軍は普仏戦争の間、北海へほとんど出撃しなかった。8月5日から7日にかけて、ヤッハマン中将は装甲艦戦隊をデンマーク沿岸に向けて出航させたが、フランス艦隊を発見することはできなかった。
フランス海軍が8月25日に命令されていたヤーデ川への攻撃を中止しなくてはならなかった一方、北ドイツ連邦もヘルゴラント島近海の優勢なフランス艦隊を襲撃することはなかった。そのような攻撃は9月12日、エドゥアルト・フォン・ヤッハマン中将が命じていたものの、惨事を予見していた艦長たちが拒否したのである。閘門の破壊と在泊艦艇の撃沈を目的とし、1871年2月の初めに予定されていた「クローンプリンツ」のシェルブールへの出撃は停戦の発効に伴って実施されなかった。
結局、この戦争を通じて海外で発生した海戦はただ一つである。北ドイツ連邦の砲艦「メテオーア」は、当時はスペイン領であったキューバ島のハヴァナに停泊していた。その近海で9月7日、フランスの通報艦「ブーヴェ」と交戦したのである。どちらの艦も損害を被ったが、いずれも祖国への帰還を果たした。
北ドイツ連邦のコルヴェット「アウグスタ」は戦争末期、北大西洋とビスケー湾でフランスの補給艦と交戦した。またも艦長は「ニュンフェ」から「アウグスタ」に転任したヴァイクマン大佐であった。その指揮下、同艦は敵船1隻を撃沈し、さらに2隻を拿捕してドイツへ送り出すことができた。しかし「アウグスタ」はスペイン北部のヴィーゴで載炭していた時、フランスの諸艦に出航を阻まれる。同艦がドイツへ帰還したのは、ようやく停戦後のことであった。